# Lejoninnans sång
Lejoninnans sång är en serie böcker i fantasygenren av Tamora Pierce.

## Böcker
- 2000 - Alanna: det första äventyret
- 2000 - I Gudinnans hand
- 2001 - Kvinnan som rider som en man
- 2002 - Gudinnans förkämpe